# 藤原勉
藤原 勉（ふじわら つとむ、1948年〈昭和23年〉1月2日 - ）は、日本の政治家。岐阜県本巣市長（5期）。

## 来歴
兵庫県養父市出身。1972年（昭和47年）3月、岐阜大学教育学部卒業。同年4月、岐阜県庁に入庁。議会事務局長、西濃振興局長などを歴任。2007年（平成19年）4月、岐阜県産業経済振興センター副理事長に就任。
2008年（平成20年）2月17日に行われた本巣市長選挙に出馬し初当選した。3月7日、市長就任。
2012年（平成24年）、無投票で再選。2016年（平成28年）、無投票で3選。2020年（令和2年）、無投票で4選、2024年(令和6年)、無投票で5選。

## 市政
- 本巣市は発足時から旧本巣町役場を本巣市役所本庁舎とし、旧真正町、旧糸貫町、旧根尾村の各役場を分庁舎としていたが、統合庁舎の建設を計画。2020年（令和2年）12月に本巣市庁舎整備基本計画を策定し、2024年（令和6年）7月16日に開庁した。